# Піла (округ Жарновиця)
Піла (словац. Píla) — село, громада округу Жарновиця, Банськобистрицький край, центральна Словаччина, регіон Теков. Кадастрова площа громади — 25,62 км². Протікає Пілянський потік.
Населення 139 осіб (станом на 31 грудня 2017 року).

## Історія
Піла згадується в 1534 році.

## Населення
| Рік:            | 1994. | 2004.    | 2014.   | 2024.   |
| --------------- | ----- | -------- | ------- | ------- |
| Кількість осіб: | 175   | 146      | 142     | 130     |
| Різниця:        |       | -16,57 % | -2,73 % | -8,45 % |

| Рік:            | 2023. | 2024.   |
| --------------- | ----- | ------- |
| Кількість осіб: | 126   | 130     |
| Різниця:        |       | +3,17 % |